# Беченча
Беченча (якут. Бэтинчэ) — село в Ленском районе Республики Саха (Якутия) России. Административный центр и единственный населённый пункт Беченчинского наслега.

## География
Село находится в юго-западной части Якутии, в пределах Приленского плато, на правом берегу реки Нюи, вблизи места впадения в неё реки Бэтинчэ, на расстоянии примерно 34 километров (по прямой) к северо-востоку от города Ленска, административного центра района. Абсолютная высота — 224 метра над уровнем моря.
Климат
Климат характеризуется как резко континентальный, с морозной зимой и относительно жарким летом. Средняя температура воздуха самого тёплого месяца (июля) составляет 22 °C; самого холодного (января) — −32 °C. Основное количество атмосферных осадков (75-80 % от годовой суммы) выпадает в период с апреля по октябрь. Снежный покров держится в течение 200—210 дней в году.
Часовой пояс
Село Беченча находится в часовой зоне МСК+6. Смещение применяемого времени относительно UTC составляет +9:00.

## Население
| 2002 | 2010 | 2012 | 2013 | 2014 | 2015 | 2016 |
| ---- | ---- | ---- | ---- | ---- | ---- | ---- |
| 777  | ↗786 | ↘768 | →768 | ↘761 | ↘754 | ↘740 |
| 2017 | 2018 | 2019 | 2020 | 2021 |      |      |
| ↗758 | ↘734 | ↗737 | ↘730 | ↗737 |      |      |

Половой состав
По данным Всероссийской переписи населения 2010 года в гендерной структуре населения мужчины составляли 50,5 %, женщины — соответственно 49,5 %.
Национальный состав
Согласно результатам переписи 2002 года, в национальной структуре населения якуты составляли 98 % из 777 чел.

## Инфраструктура
Функционируют средняя школа, детский сад, детская музыкальная школа, дом культуры, библиотека и врачебная амбулатория.
- Памятник воинам-землякам, погибших в годы Великой Отечественной войны.

## Улицы
Уличная сеть села состоит из десяти улиц и четырёх переулков.